# Ki-Jana Carter
(en) Statistiques sur pro-football-reference
Ki-Jana Carter, né le 12 septembre 1973 à Westerville dans l'Ohio, est un joueur américain de football américain évoluant au poste de running back. Sélectionné en première position de la draft 1995 de la NFL par les Bengals de Cincinnati après avoir été désigné meilleur joueur du Rose Bowl. Après avoir signé un contrat de 19,2 millions de dollars avec les Bengals, il se blesse gravement au genou lors de sa première rencontre de pré-saison et doit manque tout la saison 1995 de la NFL. Il enchaîne alors les blessures et est vu comme l'un des plus gros échecs des années 1990. Il ne débute que 14 rencontres dans sa carrière NFL pour un total de 1 144 yards gagnés.